# Engelholm Marching Band
Engelholm Marching Band är en ungdomsorkester från Ängelholm, som drivs som en ekonomisk förening. År 1966 grundades Skol- och lergöksorkestern av den dåvarande musikdirektörn Hugo Olsson. År 1992 delades Skol- och lergöksorkestern, vilket resulterade i två nya orkestrar: Engelholm Marching Band, som grundades 1992 av Ingolf Christoffersen och Magnus Fransson, samt Ängelholms lergöksorkester, som leddes av Gull-Britt Rebbelstam 1994–2010.
Sedan dess har Engelholm Marching Band varje år genomfört konserter och uppvisningar både på hemmaplan och utomlands. Orkestern gör varje år ett nytt figurativt program. Musiken är inspirerad av de amerikanska high school-banden medan marschexercisen kommer från de svenska militärorkestrarna. Varje sommar genomförs ett antal sommarspelningar med efterföljande marsch längs Storgatan i hemstaden Ängelholm. Dessa startar traditionsenligt på midsommarafton.
Orkestern räknas som ungdomsorkester eftersom minst 30 medlemmar i orkestern är under 18 år. Engelholm Marching Band består av barn och ungdomar i åldrarna runt 7–25 år.

## Utmärkelser och uppträdanden
- 1997 blev Engelholm Marching Band som ett av fem band uttaget till premiären av Svenskt ungdomstattoo.[5]
- 2004 var orkestern med och deltog vid Swedish Military Tattoo i Globen, som enda ungdomsorkester någonsin.[7]
- 2016 fick orkestern dispens för att medverka vid Eksjö International Tattoo.[8]
- 2018 fick Engelholm Marching Band mottaga Ängelholms kommuns kulturpris.[9]
- 2022 medverkade Engelholm Marching Band under Talang.[10]
- 2023 medverkade Engelholm Marching Band under World Association of Marching Show Bands i Buckhannon, West Virginia i USA.[11] Det blev en vinst i kategorin Concert Band och en tredjeplats i kategorin Drum Line Battle.[12]